# WWE Network
WWE Network fue un servicio de transmisión de video propiedad de WWE. El concepto fue originalmente anunciado en 2010. El 14 de enero de 2014, WWE anunció que la red se lanzó el 24 de febrero de 2014 en los Estados Unidos, con lanzamientos en el Reino Unido, Canadá, Australia, Nueva Zelanda, Hong Kong, Singapur y el conjunto de los países nórdicos para fines de 2015 o inicios de 2016.

## Información
En septiembre de 2011, WWE oficialmente anunció planes para lanzar WWE Network. La empresa realizó una encuesta preguntando si las personas pagarían por WWE Network si fuera un canal prémium. En un correo electrónico enviado a los fanáticos que pudieran estar interesados en WWE Network, se realizó una encuesta a los fanáticos sobre sus pensamientos acerca de WWE Network emitiendo los pago por visión de WWE para los suscriptores sin cargo adicional. La encuesta también hizo notar que la función de repetición de Raw y SmackDown, así como metraje de WCW, ECW, NWA y AWA conformarían la programación. Programación original fue también notoria en la encuesta. 
Como resultado de una encuesta en línea, WrestleMania Rewind fue escogida como nombre para un nuevo programa de WWE Network, el 17 de octubre de 2011. La fecha original de lanzamiento, había sido el 1 de abril de 2012, que habría coincidido con WrestleMania XXVIII. WWE.com exhibió un reloj de cuenta atrás, que habría expirado el 1 de abril de 2012. Sin embargo, el reloj fue discretamente retirado, y la red no fue lanzada como se promocionó.
Dos años después, en Old School Raw en enero de 2014, WWE publicó avances distinguiéndose el logo de WWE Network promocionando un anuncio el 8 de enero en el hotel Wynn en Las Vegas. Más tarde se confirmó que el anuncio concerniría a WWE Network. En el Consumer Electronics Show el 8 de enero, WWE reveló un plan detallado, que verá una fecha de lanzamiento, el 24 de febrero en los Estados Unidos.
WWE Network está actualmente disponible, en computadoras de sobremesa y portátiles vía WWE.com. También está disponible a través de WWE App en: dispositivos Kindle Fire de Amazon, Android, iOS, dispositivos de transmisión Roku, PlayStation 3 y 4 y Xbox 360. Disponibilidad en dispositivos adicionales, incluyendo Xbox One y Smart TVs seleccionadas, seguirán en el verano de 2014. Vince McMahon manifestó que todos los 12 pago por visión de WWE, serán transmitidos en la red sin cargo adicional, iniciando con WrestleMania XXX. Además, WWE Network ya está disponible, en toda Latinoamérica.
Se puede acceder a WWE Network desde su página web y obtener acceso inmediato registrándose gratis, o pagar una suscripción mensual para tener acceso a todo el contenido de la plataforma. El suscriptor recibe acceso a los shows y eventos en vivo y en directo, además de entrevistas exclusivas con las superestrellas de WWE: Raw, SmackDown, NXT, Total Divas, etc.

## Programación
A pesar de que el sistema de clasificación por edades de los Estados Unidos clasifica la mayoría de los programas de WWE como TV-PG, WWE Network transmite un amplio rango de contenido:
WWE Countdown: Un espectáculo cuenta atrás top-10 sobre la base de encuestas de fanes interactivos
WWE NXT: Se transmite semanalmente los miércoles, incluyendo periódicos episodios especiales en vivo. 
WWE Superstars: Se transmite semanalmente los viernes. 
Pre-shows y Backstage Pass post-shows de Raw y SmackDown
WWE Beyond The Ring: Porciones documentales del DVD de WWE publicadas anteriormente ofrecen diversos artistas, organizaciones, e historias.
WWE Slam City: Una serie de animación que ofrece el talento de WWE actual, basado Mattel línea de juguetes del mismo nombre.
Legends of WrestleMania: Un spin-off especial de Legends of Wrestling formato de panel mesa redonda, centrándose en temas relacionados Wrestlemania.
This Week In WWE: Un resumen semanal de 30 minutos de acción de WWE de la semana.
WWE Main Event: Se transmite semanalmente los martes.
WWE Rivalries: Un espectáculo documentar rivalidades en WWE.
WWE 24: Un espectáculo que va detrás de las escenas de WrestleMania.
WWE Quick Hits: Un programa mensual con clips cortos adicionales de varios DVD y shows de WWE Network.
Breaking Ground: Una mirada especial en el WWE Performance Center y lo que se necesita para convertirse en una futura superestrella de WWE.
Camp WWE: Una serie de dibujos animados de comedia con Seth Green.

### Adquisición de Netflix y posible cierre
El 23 de enero de 2024, WWE y su empresa matriz TKO anunciaron un acuerdo de 10 años con Netflix para transmitir Monday Night Raw a partir de enero de 2025 en los Estados Unidos, Canadá, Reino Unido, América Latina, Australia y otros mercados. Con el acuerdo, Netflix obtiene los derechos de toda la programación de WWE y eventos premium en vivo a partir de ese período fuera de los Estados Unidos (el acuerdo con Peacock finaliza en marzo de 2026) y este movimiento fusionaría efectivamente WWE Network con el servicio de transmisión de Netflix.